# Brevet till Kreml
Brevet till Kreml (engelska: The Kremlin Letter) är en amerikansk spionthriller från 1970 i regi av John Huston. 
Filmen är baserad på Noel Behns roman med samma namn.

## Handling
En grupp agenter reser till Moskva för att få tag i ett oförsiktigt formulerat brev innan det kommer fram till mottagaren.

## Rollista i urval
- Patrick O'Neal - Charles Rone
- Richard Boone - Ward
- Max von Sydow - överste Kosnov
- Bibi Andersson - Erika Kosnov
- Barbara Parkins - B.A.
- George Sanders - "Trollkarlen"
- Nigel Green - "Horan"
- Micheál Mac Liammóir - "Sweet Alice"
- Orson Welles - Bresnavitch
- Ronald Radd - kapten Potkin
- Dean Jagger - "Stråtrövaren"
- Lila Kedrova - Sophie
- Raf Vallone - dockmakaren
- John Huston - amiralen